# NGC 6522
NGC 6522 (również GCL 82 lub ESO 456-SC43) – gromada kulista znajdująca się w gwiazdozbiorze Strzelca w odległości 25,1 tys. lat świetlnych od Słońca i 2 tys. lat świetlnych od centrum Galaktyki. Odkrył ją William Herschel 24 czerwca 1784 roku.